# Charles-Marie-François Diot
Pour les articles homonymes, voir Diot (homonymie).
Charles-Marie-François Diot, né le 25 septembre 1766 à Orléans et mort le 5 août 1832 à Paris, est un peintre et dessinateur français.

## Biographie
Charles-Marie-François Diot étudie la peinture dans l'atelier de Jean Bardin.

## Œuvres
- Plan du fief de la voirie entre la tour Neuve et la rue de la Motte, 1821, dessins, localisation inconnue[2].